# 南投窗翅葉蟬
南投窗翅葉蟬（学名：Mileewa nantouensis）为葉蟬科窗翅葉蟬屬下的一个种。其种加词“nantouensis”意为“南投的”。